# Bárbara Mori
Bárbara Mori Ochoa (phát âm tiếng Tây Ban Nha: [ˈbaɾβaɾa ˈmoɾi oˈtʃoa]; sinh ngày 2 tháng 2 năm 1978) là một nữ diễn viên, người mẫu, nhà sản xuất và nhà văn người Mexico gốc Uruguay, bắt đầu sự nghiệp từ năm 1992 với tư cách là một người mẫu thời trang ở tuổi 14, sau đó cô trở thành một nữ diễn viên khi đóng chung với TV Azteca vào năm 1997 trên chương trình hit trên TV Mirada De Mujer; Sau đó, cô đóng vai chính trong vở opera xà phòng Azul Tequila.
Bước đột phá lớn của cô đến vào năm 2004, với telenovela Rubí (phiên bản làm lại từ loạt phim năm 1968) của đối thủ truyền hình Televisa, trong đó cô đóng vai chính. Cô cũng đã tham gia một số bộ phim và video âm nhạc tự sản xuất.

## Cuộc đời và sự nghiệp
Mori được sinh ra ở Uruguay vào ngày 2 tháng 2 năm 1978. Ông nội của cô là người Nhật. Cô có hai anh chị em, nữ diễn viên Kenya Mori và Kintaró Mori. Cha mẹ cô li dị khi cô mới ba tuổi, Mori trải qua thời thơ ấu giữa Mexico và Uruguay và cuối cùng định cư tại Mexico City khi mới 12 tuổi.

### Công việc ban đầu (1992-1997)
Một ngày nọ, khi đang làm nhân viên phục vụ ở tuổi mười bốn, nhà thiết kế thời trang Marcos Toledo đã mời cô làm người mẫu. Cô trở nên độc lập ở tuổi mười bảy và đến sống với anh em họ. Năm 19 tuổi, cô gặp nam diễn viên Sergio Mayer, người sau này trở thành cha của con trai cô, sinh năm 1998. Họ không bao giờ kết hôn.
Sau đó, cô học diễn xuất trong El Centro de Estudios de Formación Actoral. Cô đã xuất hiện lần đầu tiên trong bộ phim truyền hình Mexico telenovela Al norte del corazón. Sau đó, cô tham gia loạt phim hài Tric Tac và Mirada de tees vào năm sau. Cô đã nhận được giải thưởng TVyNigsas đầu tiên cho vai diễn trong Mirada de tees cho Nữ diễn viên mới xuất sắc nhất.